# 平陽府

山西省の平陽府の位置（1820年）

平陽府（へいようふ）は、中国にかつて存在した府。宋代から民国初年にかけて、現在の山西省臨汾市一帯に設置された。

## 概要
1116年（政和6年）、北宋により晋州が平陽府に昇格した。平陽府は河東路に属し、臨汾・襄陵・洪洞・神山・霍邑・趙城・汾西・岳陽・和川・冀氏の10県と煉礬務・礬山務を管轄した。
金のとき、平陽府は河東南路に属し、臨汾・襄陵・洪洞・浮山・霍邑・趙城・汾西・岳陽・和川・冀氏の10県と故関鎮を管轄した。
元初に平陽府は平陽路と改められた。1305年（大徳9年）、平陽路は晋寧路と改称された。晋寧路は中書省に属し、録事司と直属の臨汾・襄陵・洪洞・浮山・汾西・岳陽の6県と河中府に属する河東・臨晋・栄河・猗氏・万泉・河津の6県と絳州に属する正平・太平・曲沃・翼城・稷山・絳・垣曲の7県と潞州に属する上党・長子・屯留・襄垣・潞城・壷関・黎城の7県と沢州に属する晋城・高平・陽城・沁水・陵川の5県と解州に属する解・安邑・聞喜・夏・平陸・芮城の6県と霍州に属する霍邑・趙城・霊石の3県と隰州に属する隰川・大寧・石楼・永和・蒲の5県と沁州に属する銅鞮・沁源・武郷の3県と遼州に属する遼山・楡社・和順の3県と吉州に属する郷寧県、合わせて1司6県1府9州府領6県州領40県を管轄した。
1368年（洪武元年）、明により晋寧路は平陽府と改められた。平陽府は山西省に属し、直属の臨汾・襄陵・洪洞・浮山・趙城・岳陽・太平・曲沃・翼城・汾西・蒲・霊石の12県と蒲州に属する臨晋・栄河・猗氏・万泉・河津の5県と解州に属する安邑・聞喜・夏・平陸・芮城の5県と絳州に属する稷山・絳・垣曲の3県と霍州と吉州に属する郷寧県と隰州に属する大寧・永和の2県、合わせて6州28県を管轄した。
清のとき、平陽府は山西省に属し、臨汾・襄陵・洪洞・浮山・岳陽・太平・曲沃・翼城・汾西・郷寧・吉州の1州10県を管轄した。
1913年、中華民国により平陽府は廃止された。